# Eurytoma pseudononis
Eurytoma pseudononis is een vliesvleugelig insect uit de familie Eurytomidae. De wetenschappelijke naam is voor het eerst geldig gepubliceerd in 1979 door Liao.